# V766 Centauri
V766 Centauri (HD 119796, HR 5171) è una stella binaria situata nella costellazione del Centauro. La componente principale è una ipergigante gialla di tipo spettrale variabile da G8Ia a K3Ia; con un raggio di circa 1300 volte quello del Sole, è la stella gialla più grande conosciuta. Si trova a una distanza di 11 700 anni luce dal sistema solare.

## Osservazione
La sua posizione è fortemente australe e ciò comporta che la stella sia osservabile prevalentemente dall'emisfero sud, dove si presenta circumpolare anche da gran parte delle regioni temperate; dall'emisfero nord la sua visibilità è invece limitata alle regioni temperate inferiori e alla fascia tropicale. Essendo di magnitudine +7,3, non è visibile a occhio nudo ma è necessario un binocolo o un piccolo telescopio per poterla scorgere.
Il periodo migliore per la sua osservazione nel cielo serale ricade nei mesi compresi fra febbraio e giugno; nell'emisfero sud è visibile anche per buona parte dell'inverno, grazie alla declinazione australe della stella, mentre nell'emisfero nord può essere osservata in particolare durante i mesi primaverili boreali.

## Caratteristiche fisiche

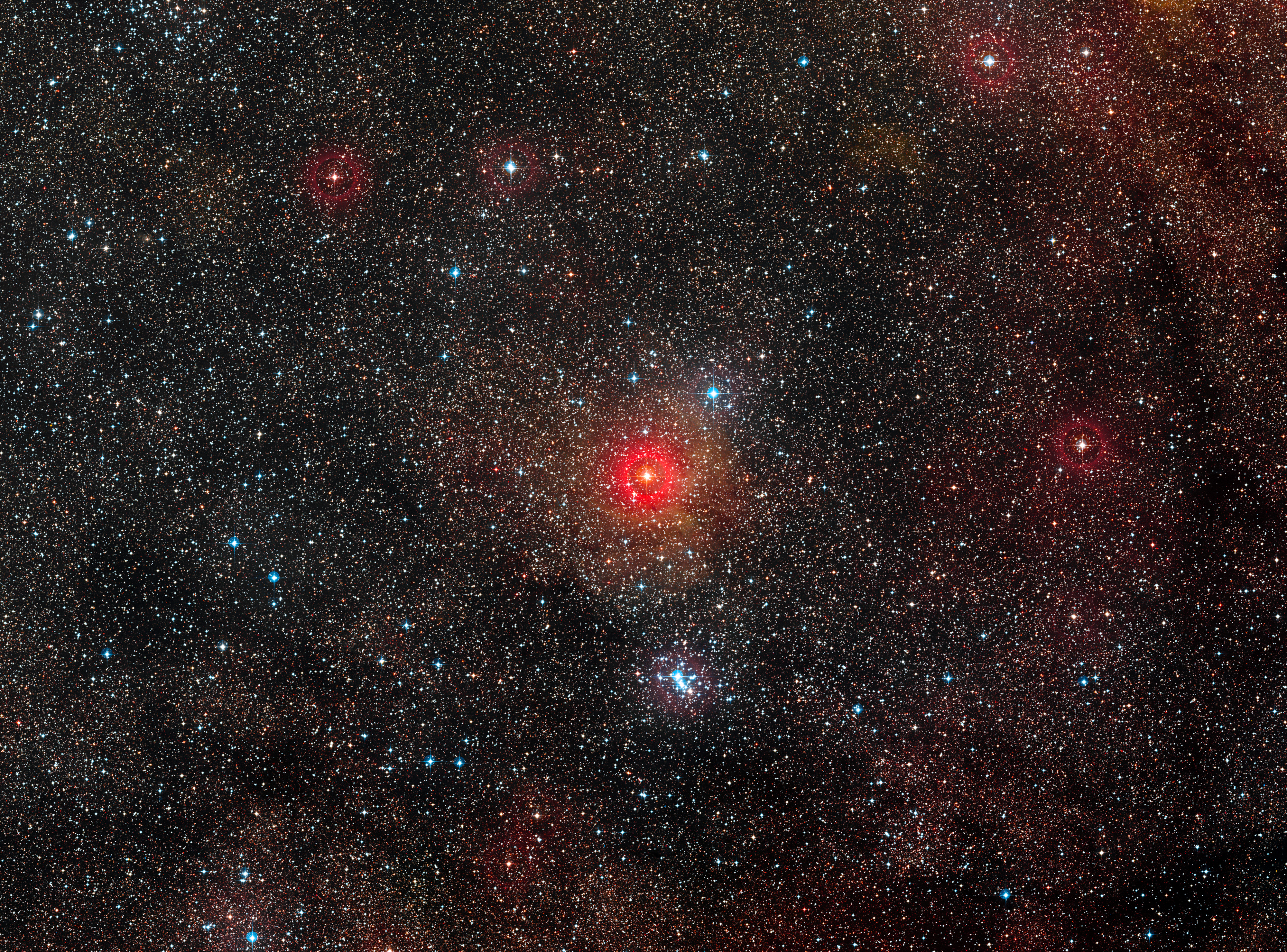
La nebulosità che circonda HR 5171

V766 Centauri A fa parte di un raro tipo di stelle; nata probabilmente con una massa 40 volte quella del Sole, si è poi evoluta in supergigante rossa. Dopo aver perso parti esterne della sua atmosfera in gigantesche esplosioni, la sua temperatura si è gradualmente innalzata e forse si sta trasformando in variabile S Doradus; potrebbe in futuro divenire una stella di Wolf-Rayet, terminando poi la sua esistenza esplodendo in una supernova.
Un team internazionale ha scoperto che questa stella è molto grande: ha un raggio circa 1.300 volte quello del Sole, molto più grande di quanto ci si aspettasse. Compare ai primi posti nella lista delle stelle più grandi conosciute, ed è circa un milione di volte più luminosa del Sole. L'aumento delle dimensioni è stato rilevato nel corso degli ultimi 40 anni, ed è un caso raro trovare una stella in questo particolare momento della sua evoluzione, relativamente breve rispetto alla durata della vita stellare.

### V766 Centauri B
Analizzando i dati sulle variazioni di luminosità della stella, e utilizzando le osservazioni di diversi osservatori, gli astronomi hanno confermato che l'oggetto è un sistema binario ad eclisse, dove V766 Centauri B orbita attorno alla compagna ogni 1300 giorni. Si trova praticamente a contatto con la stella ipergigante e la sua temperatura superficiale è di poco superiore a quella di HR 5171 A, che è di 5.000 Kelvin.
C'è poi una terza stella, anch'essa molto luminosa, con una massa 25 volte quella del Sole di classe B0, situata ad almeno 30.000 UA che quindi potrebbe non essere legata gravitazionalmente alla ipergigante, ma che con la sua alta temperatura di circa 27.000 K illumina la nebulosa formata dal gas espulso dalla ipergigante gialla, che si estende fino a 6500 UA da essa.